# Peter Gethin
Peter Kenneth Gethin (Ewell, Velika Britanija, 21. veljače 1940. – Ewell, Velika Britanija, 5. prosinca 2011.) je bivši britanski vozač automobilističkih utrka.